# Julio Falcioni
Julio César Falcioni (* 20. Juli 1956, Buenos Aires) ist ein ehemaliger argentinischer Fußballtorwart und heutiger -trainer. Zurzeit ist er Trainer beim CA Banfield, den er bereits zwischen 2009 und 2020 mehrfach trainierte.

## Spielerkarriere
Julio Falcioni spielte von 1976 bis 1980 für den CA Vélez Sársfield in der ersten argentinischen Liga. Danach wechselte er nach Kolumbien zu América de Cali, wo er acht Jahre lang spielte. In dieser Zeit gewann der Torhüter mit den Los diablos rojos fünfmal in Folge die kolumbianische Meisterschaft. Der mittlerweile 34-jährige Falcioni ging danach zurück in seine Heimat Argentinien, wo er bei Gimnasia y Esgrima de La Plata anheuerte. Nach einem kurzen Zwischenspiel beim kolumbianischen Vertreter Once Caldas beendete er seine Karriere 1991 dort, wo er sie 15 Jahre zuvor begonnen hatte – bei Vélez Sársfield.

## Nationalmannschaft
1989 absolvierte Julio Falcioni ein Länderspiele für die argentinische Fußballnationalmannschaft.

## Trainerkarriere
Sechs Jahre nach seinem Karriereende zog es Julio Falcioni abermals zum CA Vélez Sársfield, wo er nun als Trainer tätig war. 2000 trat er von seinem Posten zurück und trainierte nach einer kurzen Pause von 2002 bis 2003 den Ligakonkurrenten Olimpo de Bahía Blanca. Weiterhin war Falcioni Chefcoach vom CA Banfield, CA Independiente und dem CA Colón. 2007 ging er dann zu seinen ehemaligen Verein Gimnasia y Esgrima de La Plata, wo er Francisco Maturana als Trainer ablöste. Er war mit der Mannschaft jedoch genauso erfolglos wie sein Vorgänger.
Nach diesem kurzen Intermezzo bei Gimnasia y Esgrima de La Plata war Julio Falcioni über ein Jahr ohne Anstellung, ehe er 2009 Trainer von CA Banfield, einem Erstligaverein ohne große Erfolge in der bisherigen Vereinsgeschichte, übernahm. Falcioni vermochte es, die Mannschaft zu sehr guten Leistungen zu führen, was im Gewinn der argentinischen Fußballmeisterschaft in der Apertura 2009 mit zwei Punkten Vorsprung auf CA Newell’s Old Boys mündete. In der Folgezeit konnte Banfield jedoch nicht an die Leistungen aus der Apertura 2009 anknüpfen, wurde in der Clausura 2010 Fünfter und scheiterte in der Copa Libertadores 2010 bereits im Achtelfinale am späteren Sieger SC Internacional aus Brasilien. Auch in der Apertura 2010 gelangen Banfield keine sehr guten Ergebnisse.
Am 18. Dezember 2010 verließ Julio Falcioni den Verein, um als Nachfolger von Claudio Borghi das Traineramt bei den Boca Juniors zu übernehmen. Etwa ein Jahr nach seinem Amtsantritt führte Julio Falconi die Boca Juniors zu deren erster Meisterschaft seit 2008. In der Apertura 2011 stand man bereits zwei Spieltage vor Saisonende als Tabellenerster fest, nachdem Falconis ehemaliger Verein CA Banfield mit 3:0 besiegt wurde. Danach war er Trainer von All Boys, CD Universidad Católica, Quilmes AC und dem CA Banfield, bevor er im Januar 2021 erneut Trainer von CA Independiente wurde. Dort blieb er bis Jahresende 2022 im Amt. Im Mai 2023 kehrte er zum CA Banfield zurück.

## Erfolge

### Spieler

#### América de Cali
- Kolumbianischer Meister: 1982, 1983, 1984, 1985, 1986
- Copa Libertadores: Zweiter 1985, Zweiter 1986, Zweiter 1987

#### Argentinien
- Copa América: Dritter 1989

### Trainer

#### CA Banfield
- Argentinischer Meister: 2009

#### Boca Juniors
- Argentinischer Meister: 2011
- Copa Libertadores: Zweiter 2012
- Copa Argentina: 2011/12